# Фалькониус, Томаш
Томаш Фалькониус (наст. Кречетовский Фома; ? — после 1566) — религиозный деятель Великого княжества Литовского, кальвинист.

## Биография
Согласно «Записок Ф. Евлашевского», в Клецке в 1550-х г. после Симона Будного занимал должность кальвинистского министра (священника).
Позднее под влиянием Ежи Бландраты принял социанство. Принимал участие в синодах: кальвинистов в Пинчеве (1563) и «польских братьев» в Белжицах (1569).

## Издательская деятельность
В Брестской типографии Николая Радзивилла Чёрного издал 2 книги комментариев к Новому Завету, которые оказали огромное влияние на богословскую мысль ВКЛ.
Фрагменты, которые комментировал Фалькониус, были заимствованы из Брестской Библии. Автор религиозных песен.